# Kierzkowice (województwo wielkopolskie)
Kierzkowice – osada w Polsce położona w województwie wielkopolskim, w powiecie chodzieskim, w gminie Chodzież.
W latach 1975–1998 miejscowość administracyjnie należała do województwa pilskiego.
Wieś w sołectwie Oleśnica - zobacz jednostki pomocnicze gminy Chodzież w  BIP.